# Pattinaggio di velocità ai X Giochi olimpici invernali - 500 m femminile
La competizione dei 500 m femminili di pattinaggio di velocità ai X Giochi olimpici invernali si è svolta il giorno 9 febbraio 1968 sulla pista L'Anneau de Vitesse a Grenoble.

## Risultati
| Pos.    | Atleta                   | Nazione          | Tempo |
| ------- | ------------------------ | ---------------- | ----- |
| Oro     | Ljudmila Titova          | Unione Sovietica | 46"1  |
| Argento | Jennifer Fish            | Stati Uniti      | 46"3  |
| Argento | Dianne Holum             | Stati Uniti      | 46"3  |
| Argento | Mary Meyers              | Stati Uniti      | 46"3  |
| 5       | Ellie van den Brom       | Paesi Bassi      | 46"6  |
| 6       | Kaija Mustonen           | Finlandia        | 46"7  |
| 6       | Sigrid Sundby            | Norvegia         | 46"7  |
| 8       | Kirsti Biermann          | Norvegia         | 46"8  |
| 9       | Irina Egorova            | Unione Sovietica | 46"9  |
| 9       | Tat'jana Sidorova        | Unione Sovietica | 46"9  |
| 11      | Lisbeth Korsmo           | Norvegia         | 47"0  |
| 12      | Arja Kantola             | Finlandia        | 47"4  |
| 12      | Evi Sappl                | Germania Ovest   | 47"4  |
| 14      | Stien Kaiser             | Paesi Bassi      | 47"6  |
| 15      | Christina Lindblom       | Svezia           | 47"7  |
| 16      | Wil Burgmeijer           | Paesi Bassi      | 47"8  |
| 16      | Ruth Budzisch            | Germania Est     | 47"8  |
| 18      | Kaija-Liisa Keskivitikka | Finlandia        | 48"1  |
| 19      | Marie-Louise Perrenoud   | Francia          | 48"2  |
| 19      | Wendy Thompson           | Canada           | 48"2  |
| 21      | Hildegard Sellhuber      | Germania Ovest   | 48"4  |
| 22      | Martine Ivangine         | Francia          | 48"5  |
| 23      | Marcia Parsons           | Canada           | 48"8  |
| 24      | Doreen McCannell         | Canada           | 49"0  |
| 25      | Misae Takeda             | Giappone         | 49"4  |
| 26      | Ylva Hedlund             | Svezia           | 49"9  |
| 27      | Kaname Ide               | Giappone         | 50"0  |
| -       | Sachiko Saito            | Giappone         | dnf   |